# Cadillac SRX
Pour les articles homonymes, voir SRX.
Lancé en 2003 en Amérique du Nord, en 2004 en Europe, le Cadillac SRX est le second SUV de la marque Cadillac après l'Escalade. Une seconde génération a été lancée en 2009.

## Première génération (2004)
Ce nouveau SUV de Cadillac a remporté de nombreux prix nord-américains durant sa carrière.
Les options de moteur comprennent le V6 High Feature de 255 ch (190 kW) et le V8 Northstar de 4,6 L 320 ch (239 kW). Il est basé sur la plate-forme GM Sigma et livré avec une transmission automatique à cinq ou six vitesses; propulsion et quatre roues motrices et le MagneRide est disponible.
Un intérieur tout en cuir et des coussins gonflables latéraux sont de série dans les deux modèles. Les sièges avant chauffants et les garnitures intérieures en bois sont de série dans le V8 et disponibles en option dans le V6. DVD, toit ouvrant, système de navigation et siège de troisième rangée rabattable électriquement sont tous des options disponibles. Cependant, la troisième rangée n'était plus disponible sur le SRX pour l'année modèle 2010.
Le prix de base est de 38 880 $ US pour le V6 et de 45 880 $ US pour la version V8.
Le SRX a remporté le prix du «SUV de luxe» des cinq meilleurs SUV de Car and Driver pour 2004, 2005 et 2006 et a été nommé pour le prix du SUV nord-américain de l'année pour 2004.
Le SRX de première génération n'a jamais eu de modèle de performance V-Series disponible.
La première génération de SRX était disponible jusqu'à l'année modèle 2009.
L'Institut d'assurance pour la sécurité routière a trouvé le SRX de 2005 à 2008 le pire de sa catégorie pour les décès de conducteurs avec un taux de mortalité de 63 par rapport à la moyenne de 23.

### Changements en 2005
Pour l'année modèle 2005, Cadillac a ajouté des accents chromés au groupe de jauges et a rendu l'ensemble de remorquage disponible sur les modèles V6 et V8. La capacité de remorquage est également passée à 4 250 lb (1 928 kg).

### Changements en 2006
Pour 2006, le hayon électrique et la radio par satellite sont devenus la norme. De nouveaux modèles de roues ont également été ajoutés. Une nouvelle garniture intérieure en bois a été ajoutée à la colonne centrale et la hauteur de caisse a été légèrement abaissée.

### Changements en 2007
Pour l'année modèle 2007, une nouvelle console a été mise en place, les modèles V8 ont reçu une transmission automatique à six vitesses et le système audio de base a été remplacé par un Bose. Un ensemble Sport a été ajouté qui comprenait des roues de 20 pouces, une transmission intégrale et un différentiel à glissement limité. Les autres options supplémentaires incluent le son surround numérique Bose 5.1, le pack cinéma (qui comprenait le son surround numérique Bose 5.1, la navigation et le divertissement aux sièges arrière), la filtration automatique des odeurs et la suppression des dispositifs de retenue gonflables côté passager.

### Changements en 2008
Le SRX de 2008 a reçu un nouveau design de volant à trois branches.

### Changements en 2009
Le démarrage à distance adaptatif a été ajouté en tant que nouvelle option pour l'année modèle 2009.
Motorisations
Les deux blocs essence sont couplés à une boîte automatique à 5 ou 6 rapports.
- V6 3.6 L 258 ch. 2WD ou 4WD.
- V8 4.6 L 325 ch. 4WD.

Galerie photos

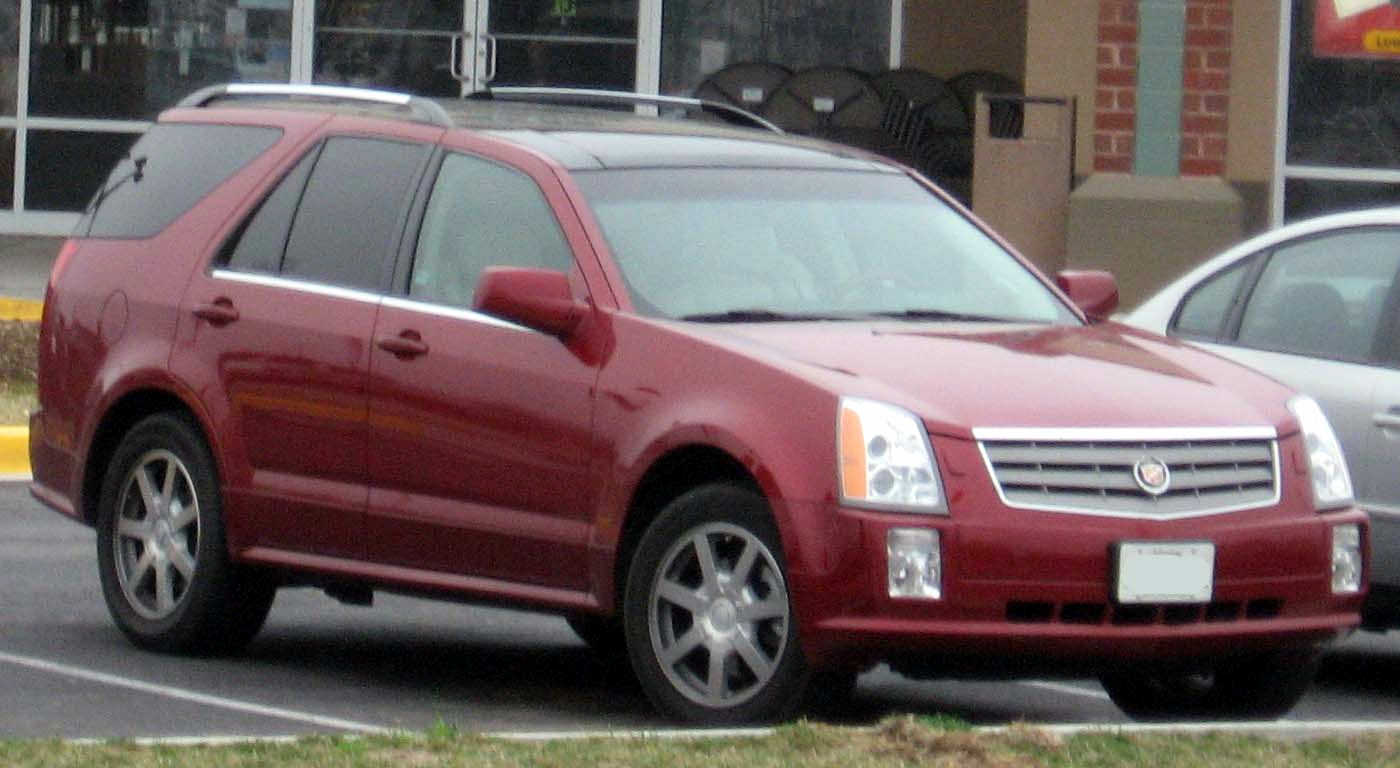
SRX
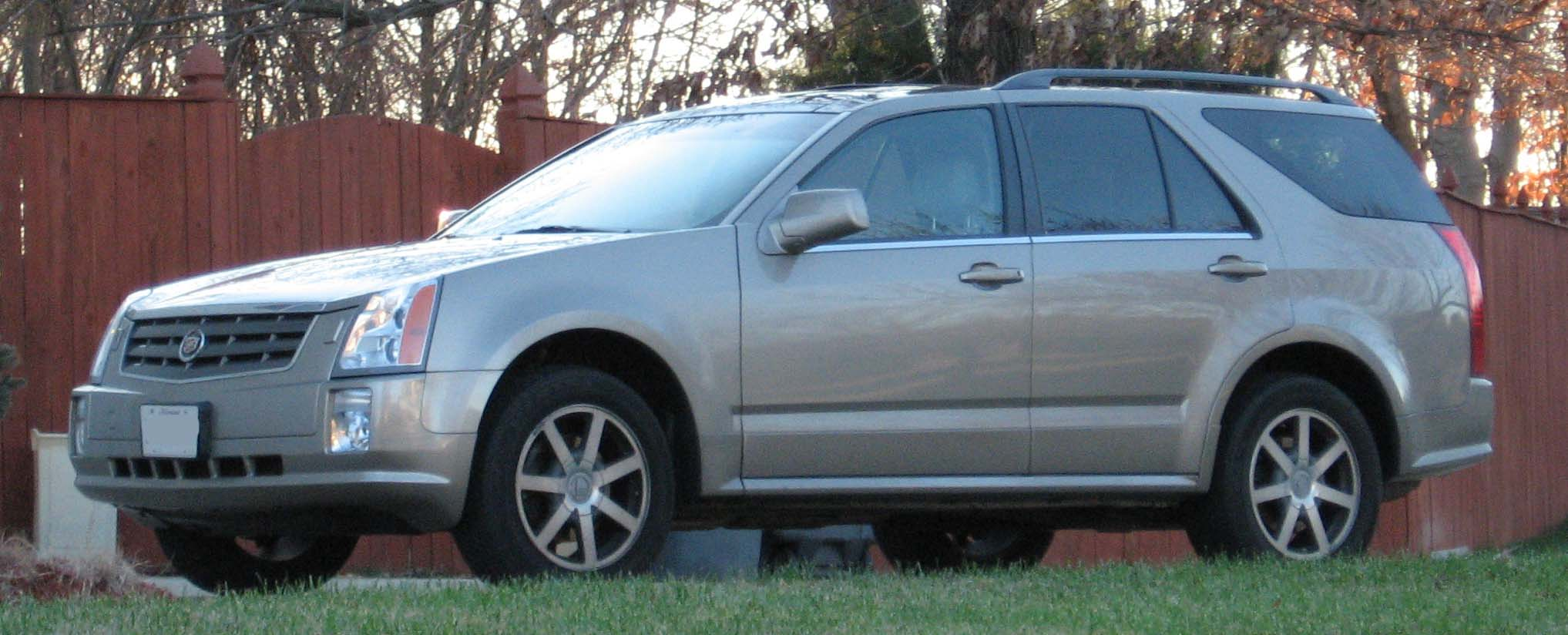
SRX
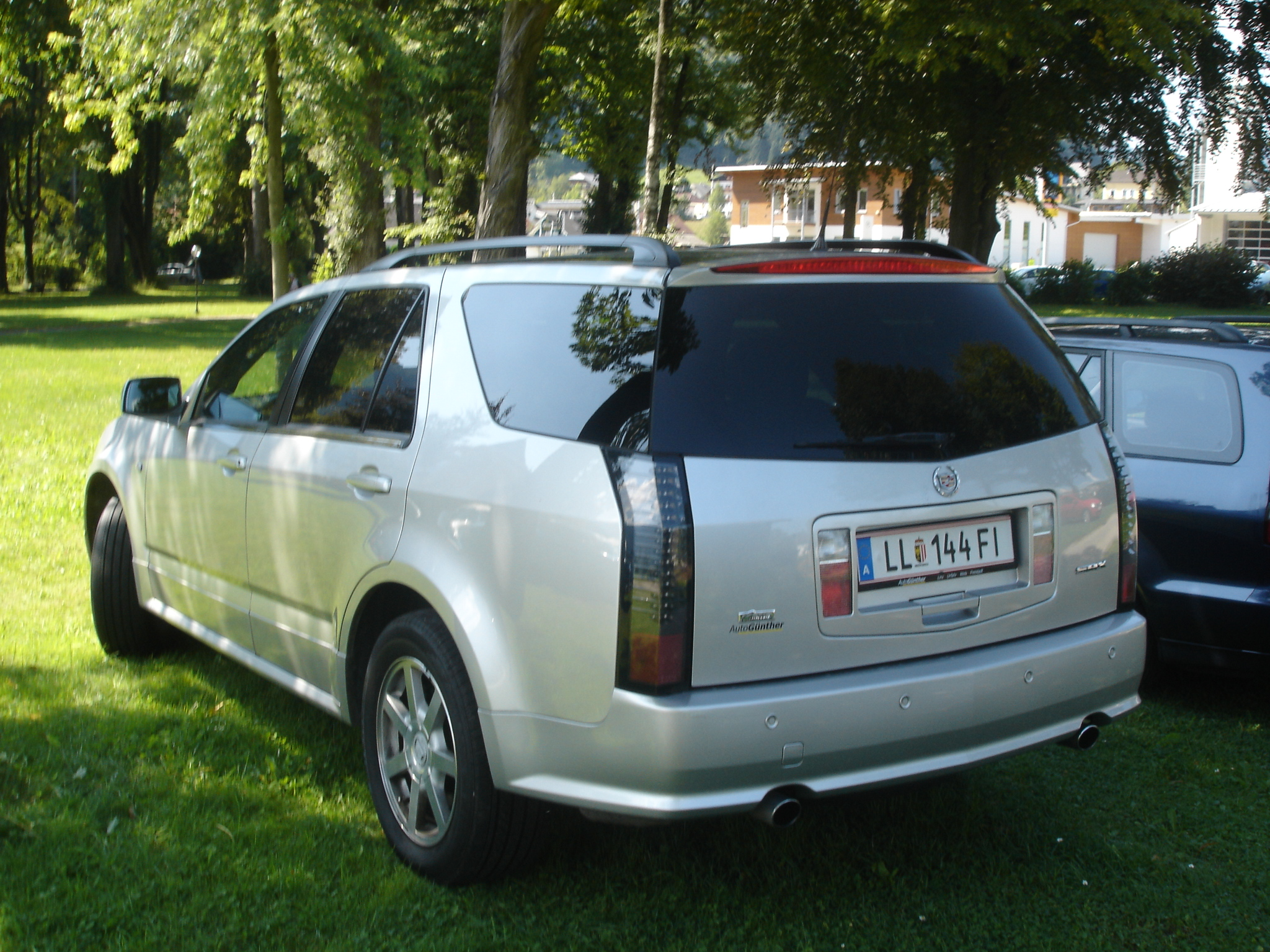
SRX

## Seconde génération (2010-2016)
Lancé à l'été 2009 en Amérique du Nord, pendant la tourmente de la crise, et fin 2010 en Europe, il partage la même plate-forme que le Saab 9-4X, qui est aussi assemblé dans la même usine mexicaine.
Le SRX de deuxième génération a suivi le concept car Provoq, en utilisant une variante de la plate-forme Epsilon II. Le V8 n'était plus disponible. La production a commencé en 2009 en tant que modèle de 2010, avec un prix initial de 34 155 $.
Le SRX a fait ses débuts en janvier 2009 avec le choix d'un V6 de 3,0 litres à injection directe dérivé de l'unité de 3,6 litres de la Cadillac CTS, ou d'un V6 turbocompressé de 2,8 litres.
2016 a été la dernière année modèle pour le SRX puisque Cadillac l'a remplacé par le XT5 au printemps 2016 en tant que modèle de 2017.

### Changements en 2011
Pour l'année modèle 2011, une caméra de recul et le programme d'entretien Cadillac Premium Care sont devenus standard et un accès sans clé complet est devenu standard sur les modèles Luxury et Performance. En janvier 2011, General Motors a interrompu la production du moteur V6 turbocompressé de 2,8 litres du SRX, citant de mauvais chiffres de vente. Moins de 10% des acheteurs de SRX ont opté pour le moteur turbo. Cela a laissé le V6 de 3,0 litres atmosphérique comme seul moteur disponible pour le reste de l'année-modèle 2011.

### Changements en 2012
Pour 2012, un V6 de 3,6 litres avec capacité de carburant flexible E85 a été proposé à la place du V6 turbo. La transmission à six vitesses a reçu une fonction Eco pour une économie de carburant améliorée. Les autres ajouts incluent la couleur extérieure Xenon Blue et l'intérieur en ébène. De plus, la technologie mains libres Bluetooth est devenue standard sur toutes les versions et un volant chauffant est devenu disponible.

### Lifting de 2013
Pour l'année modèle 2013, tous les niveaux de finition du SRX reçoivent un système d'infodivertissement commercialisé sous le nom de «Cadillac User Experience» (CUE) ainsi que de nouvelles fonctionnalités de sécurité et une technologie d'annulation active du bruit. Les fonctionnalités intérieures supplémentaires comprenaient la radio HD standard, le streaming audio Bluetooth, des ports USB supplémentaires, un emplacement pour carte SD et une prise 12 volts, un casque révisé et une télécommande pour le divertissement des sièges arrière, ainsi qu'un pommeau de levier de vitesses révisé, volant et combiné d'instruments. Le style avant et les évents d'aile feaux ont été révisés. Trois nouvelles couleurs: Evolution Green Metallic, Glacier Blue Metallic et Silver Coast Metallic ont été ajoutés, et les options de roues ont été révisées.

#### Changements en 2014
Pour l'année-modèle 2014, des roues chromées de 18 pouces ont été ajoutées à la finition Luxury et le pack Driver Awareness a reçu des phares Intellibeam. Les couleurs extérieures Graphite Metallic, Terra Mocha Metallic et Sapphire Blue Metallic ont été ajoutées et les accents intérieurs caramel et en ébène sont devenus des options.

#### Changements en 2015
Le SRX de 2015 a ajouté une connexion 4G LTE et un point d'accès Wi-Fi standard. Les couleurs extérieures Cocoa Bronze Metallic et Majestic Plum Metallic ont été ajoutées.

#### Changements en 2016
Pour 2016, Cadillac a supprimé la couleur Majestic Plum Metallic.

### Rappel de sécurité
En mai 2010, General Motors a rappelé environ 550 de ses Cadillac SRX de 2010 avec le V6 turbocompressé de 2,8 litres en raison d'une éventuelle panne du moteur si les propriétaires utilisent de l'essence ordinaire et conduisaient de manière agressive. Le constructeur automobile a déclaré que le couvercle du réservoir de carburant et le manuel du propriétaire avertissent que le moteur ne doit pas être conduit de manière difficile si du carburant ordinaire est utilisé. Les pannes de plusieurs véhicules appartenant à GM et à un utilisateur externe l'ont amené à découvrir que l'utilisation de carburant ordinaire et une conduite difficile pouvaient endommager le moteur interne, y compris des pannes de bielle. Le constructeur automobile a décidé de mener un "programme de satisfaction client" pour recalibrer l'ordinateur du moteur, mais la NHTSA a considéré les pannes de moteur comme un problème de sécurité et a fait valoir qu'un rappel était nécessaire. Le V6 de 2,8 litres a été définitivement retiré de la production après l'année modèle 2010 en raison de rappels de sécurité et de mauvaises ventes. Le V6 de 3,0 L était la seule option de moteur disponible pour l'année-modèle 2011. Le V6 de 3,0 L a été remplacé par un moteur V6 de 3,6 L pour l'année modèle 2012, seule option de moteur disponible,.

### Sécurité
| Global:                    | 5/5 étoiles |
| Frontal conducteur:        | 5/5 étoiles |
| Frontal passager:          | 4/5 étoiles |
| Latéral conducteur:        | 5/5 étoiles |
| Latéral passager:          | 5/5 étoiles |
| Poteau latéral conducteur: | 4/5 étoiles |
| Tonneau :                  | 17.9%       |

| Catégorie                               | Évaluation |
| --------------------------------------- | ---------- |
| Décalage frontal à chevauchement modéré | Bien       |
| Impact latéral                          | Bien       |
| Résistance du toit                      | Bien2      |

1 structure du véhicule classée «bonne»
2 rapport résistance / poids: 4,14

## Ventes

### États-Unis
| Année civile | États-Unis | Global |
| ------------ | ---------- | ------ |
| 2003         | 5,049      |        |
| 2004         | 30,019     |        |
| 2005         | 22,999     |        |
| 2006         | 22,043     |        |
| 2007         | 22,543     |        |
| 2008         | 16,156     |        |
| 2009         | 20,237     |        |
| 2010         | 51,094     |        |
| 2011         | 56,905     |        |
| 2012         | 57,485     |        |
| 2013         | 56,776     |        |
| 2014         | 53,578     | 87,765 |
| 2015         | 68,850     | 99,397 |
| 2016         | 22,139     |        |
| 2017         | 156        |        |

France
| Année  | 2004 | 2005 | 2006 | 2007 | 2008 | 2009 | 2010 | 2011 | 2012 | 2013 | 2014 | 2015 | 2016 | Total |
| ------ | ---- | ---- | ---- | ---- | ---- | ---- | ---- | ---- | ---- | ---- | ---- | ---- | ---- | ----- |
| Ventes | 37   | 108  | 42   | 12   | 6    | 0    | 19   | 22   |      | 4    | 2    | 8    | 2    | 262   |